# متقلبة رائعة
متقلبة رائعة (الاسم العلمي:Proteus mirabilis) هي نوع من البكتيريا تتبع جنس المتقلبة من الفصيلة المورغانيلية.